# Kato Zodia
Zodia (grekiska: Ζώδεια, turkiska: Bostancı) är en by i Nordcypern. Zodia ligger öster om staden Morfou i distriktet Nicosia. Byn hade 8 000 invånare före Turkiets invasion 15 augusti 1974. Den gröna linjen går igenom Zodia.